# Матеуш Бенек
Матеуш Бенек (пол. Mateusz Bieniek, нар. 5 квітня 1994, Бляховня) — польський волейболіст, який грає на позиції центрального блокувальника, гравець збірної Польщі та польського клубу «Алюрон Варта» (Заверці).

## Життєпис
У роки своєї юності грав у футбольних клубах «Погонь» (Бляховня) та «Орлик» (UKS Orlik, Бляховня).
Грав у польських клубах «Норвід» (Ченстохова, 2010—2012), ШСМ ПВС (Спала, SMS PZPS Spała, 2012—2013), «Еффектор» (Кельці, 2013—2016).
2 квітня 2015 року отримав дебютне запрошення від тренера Стефана Антіґи (Stephane Antiga) до складу збірної Польщі сезону 2015 року. Раніше він грав у команді B, зокрема в Європейській лізі 2014.
Дебют у збірній Польщі відбувся 28 травня 2015 року у виграному матчі з Росією (3:0) під час міжконтинентальної фази Світової ліги, включаючи повний матч, забив 14 очок і отримав статуетку кращого гравця матчу.
У збірній Польщі зіграв 66 матчів (станом на 21.05.2017).
20 травня 2016 року підписав дворічний контракт із польським клубом ЗАКСА Кендзежин-Козьле. У сезоні 2019/2020 грав в італійській Серії А, у клубі «Кучине Лубе Чивітанова» (Cucine Lube Civitanova), потім у белхатівській «Скрі» (2020—2023).
У сезоні 2023—2024 — капітан польського клубу «Алюрон Варта» (Заверці).

## Досягнення

### Юніорські
Чемпіонат Польщі серед юніорів:
- 2013

### Клубні
Чемпіонат Польщі:
- 2017, 2019,
- 2018.

Кубок Польщі:
- 2017, 2019, 2024.

### У збірній
Меморіал Губерта Єжи Вагнера: (пол. Memoriał Huberta Jerzego Wagnera)
- 2015, 2017, 2018
- 2016

Кубок світу:
- 2015

Чемпіонат світу:
- 2018

### Індивідуальні
- 2013: Найкращий блокуючий чемпіонату Польщі серед юніорів,
- 2015: Найкращий гравець Меморіалу Губерта Єжи Вагнера,
- 2015: Найбільше відкриття волейболу 2015 року на 10-му плебісциті з волейбольної зони,
- 2016: Кращий центральний кваліфікаційного турніру до Олімпійських ігор 2016 року,
- 2016: Кращий спортсмен 2015 року у Свентокшиському воєводстві.

## Державні нагороди
Золотий Хрест Заслуги 2 жовтня 2018 року